# The Atlantic

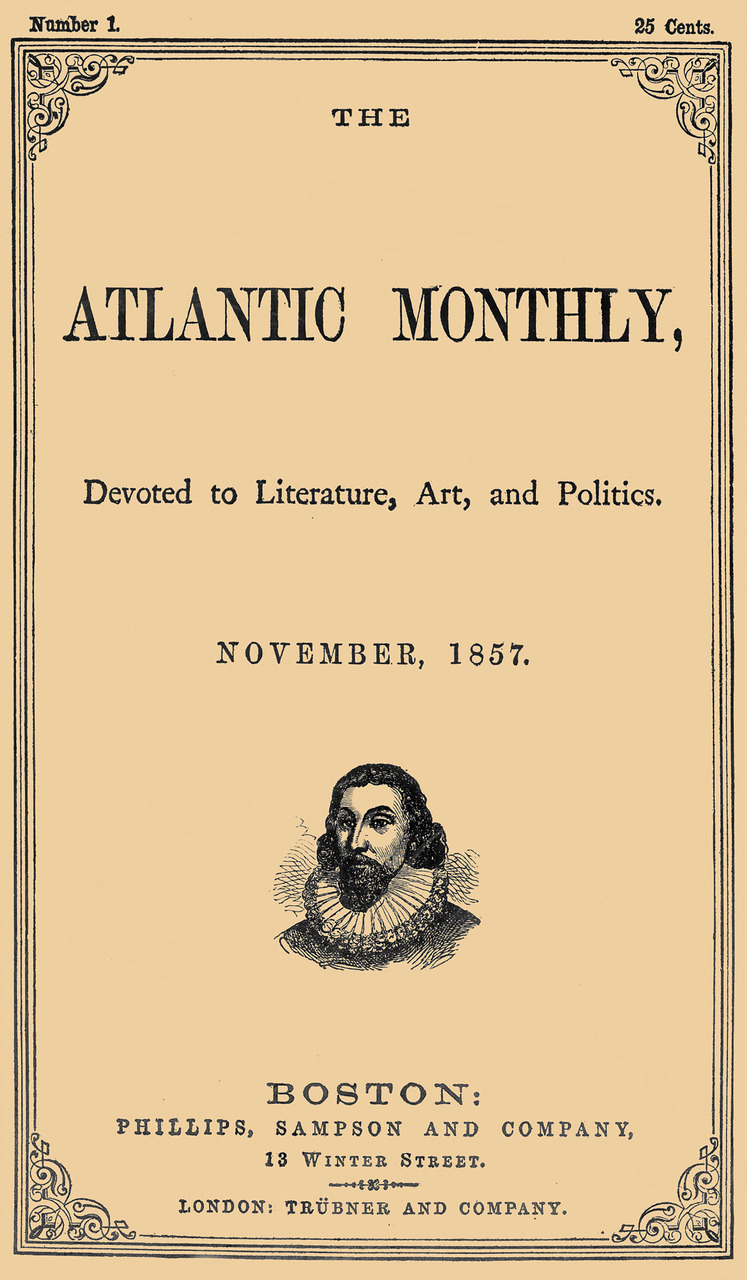
Aflevering van november 1857

The Atlantic is een Amerikaans literair-cultureel tijdschrift. Het is in 1857 te Boston opgericht als The Atlantic Monthly. In 2001 werd besloten de originele maandelijkse verschijning op te geven en de edities van juli en augustus samen te voegen.
De makers van het tijdschrift waren een groep schrijvers die bestond uit Ralph Waldo Emerson, Henry Wadsworth Longfellow, Oliver Wendell Holmes sr. en James Russell Lowell. De huidige CEO is John Fox Sullivan.
In maart 2025 kwam het tijdschrift in het nieuws doordat hoofdredacteur Jeffrey Goldberg in een artikel openbaarde dat hij onbedoeld was uitgenodigd in een groepsgesprek met hoge Amerikaanse overheidsfunctionarissen op de berichtendienst Signal. In het groepsgesprek werden op handen zijnde geheime militaire operaties tegen de Houthi's in Jemen besproken. Het incident leidde tot grote zorgen over de interne informatiebeveiliging en leidde tot discussies over geschikte protocollen voor de verwerking van gevoelige informatie over de nationale veiligheid in de VS.